# Маленька велика картина
«Маленька велика картина» (англ. Little Big Painting - картина в стилі поп-арт, створена американським художником Роєм Ліхтенштейном в 1965 році. Вона виконана маслом і акриловою фарбою « Magna » і входить в серію робіт Ліхтенштейна « Мазки », яка включає в собі кілька картин і скульптур. «Маленька велика картина» нині зберігається в Музеї американського мистецтва Уїтні в Нью-Йорку . Як і всі його роботи серії «Мазки», вона частково служить сатиричною відповіддю на живопис дії, стиль в абстрактному експресіонізмі .

## Історія
«Маленька велика картина», що має розміри 172,7 на 203,2 см, нині зберігається в колекції Музею американського мистецтва Уїтні в Нью-Йорку  . Вона була ним придбана шляхом покупки  . Джерелом для всієї серії «Мазки» став малюнок з коміксу « Strange Suspense Stories », опублікований в номері 72 видавництвом « Charlton Comics » і вийшов в жовтні 1964 року. Його автором був художник Дік Джордано   . Як і інші роботи цієї серії 1960-х років «Маленька велика картина» є своєрідною відповіддю на абстрактний експресіонізм, поширений в попередні два десятиліття. У 2015 році Музей американського мистецтва Уїтні супроводжував картину Ліхтенштейна описом «кривий коментар» під час виставки «Америка, яку важко побачити» (англ. America Is Hard to See  .

## Деталі

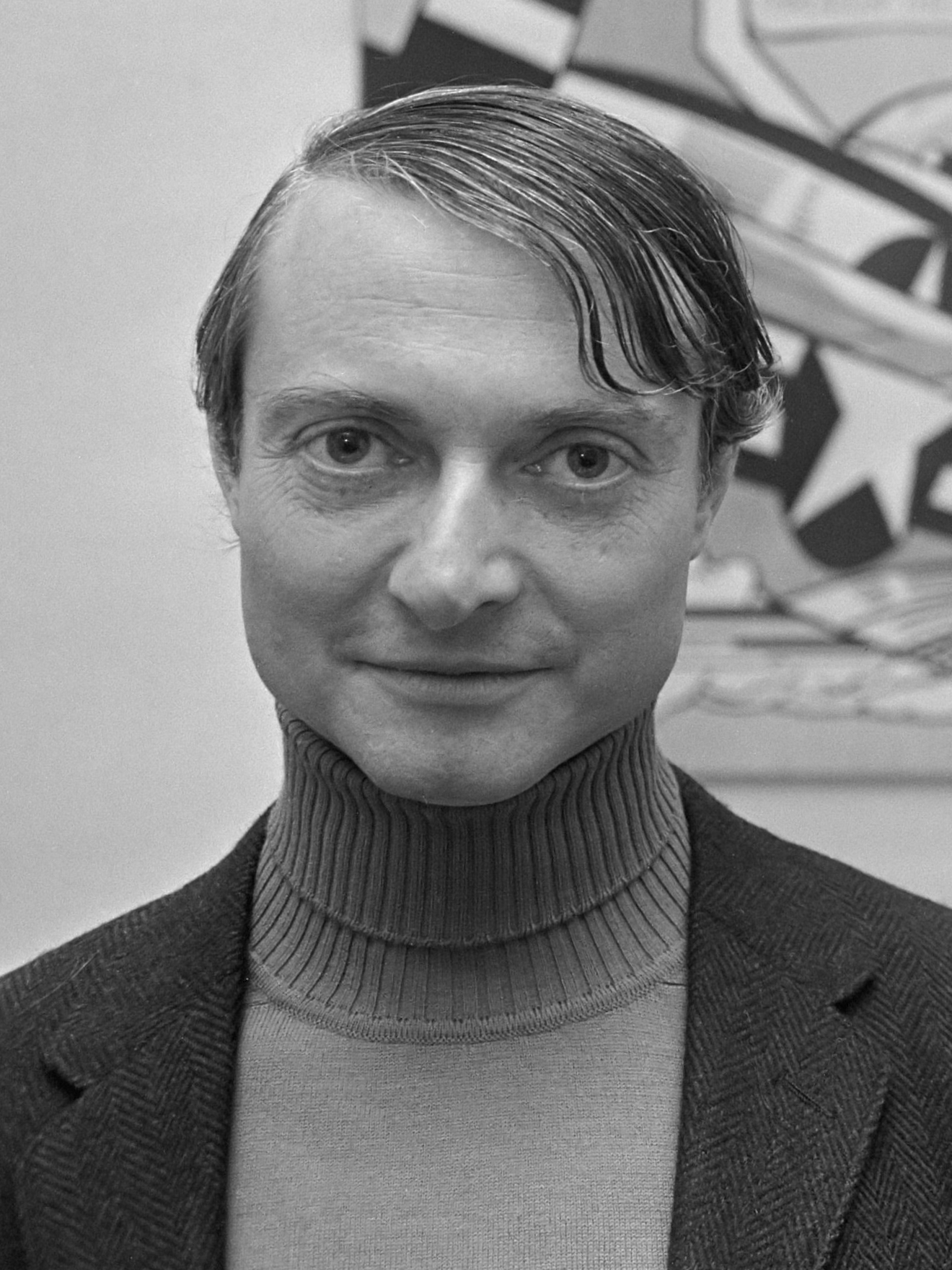
Рой Ліхтенштейн в 1967 році.

«Маленька велика картина» відзначена кращою «фізичною якістю мазка» в порівнянні з іншими роботами із серії «Мазки». Вона є прикладом використання форм,що перекриваються , а не однієї форми або окремих суміжних форм, які, мабуть, створюють більш динамічне відчуття неглибокого простору  . Однак, так як Ліхтенштейн не використовує затінення або контраст, лише жирні чорні контури монохроматичних штрихів створюють певні елементи глибини  . Також ці товсті суцільні чорні лінії, що оточують різні способи використання кольору, нагадують стиль коміксу  . Ретельно прописані краплі фарби імітують спонтанні результати жестів нанесення фарби. Картина не містить оповіді, зберігаючи тільки характерну для коміксів техніку точок Бен-Дей, представлену у відповідності з нанесеними контурами  . Пізніші роботи із серії «Мазки», такі як «Велика картина № 6» і « Жовті й зелені мазки », йдуть далі з точки зору розміру полотна і динаміки в порівнянні з «Маленькою великою картиною»  .
Робота Ліхтенштейна нагадує твір абстрактного експресіонізму, до якого звикли сучасна йому глядацька аудиторія, проте вона абсолютно плоска, без будь-яких слідів мазка кисті або руки художника. Тим часом, «Маленька велика картина» використовує техніку механічного друку з фоном з точок Бен-Дей, що дозволяє Ліхтенштейну пародіювати художників цього напрямку, створюючи «потужну абстрактну композицію»  . Абстрактні експресіоністи розглядали свій стиль переважно як той,що протистоїть масовій культурі, зіставлення ж Ліхтенштейну мазків пензля з механічним процесом пов'язує цей напрямок з масовою культурою і призводить до утвердження важливості засобів масової інформації в просуванні художнього стилю  .